# Brittany Howard
Pour les articles homonymes, voir Howard.
Brittany Howard, née le 2 octobre 1988, est une musicienne américaine connue pour être la chanteuse et guitariste principale des groupes de rock Alabama Shakes et Thunderbitch.
Elle a sorti son premier album studio Jaime en 2019. En tant qu'artiste solo elle a été nommée 7 fois aux Grammy Awards. Avec Alabama Shakes, elle a été nommée 9 fois pour 4 victoires.

## Carrière
Brittany Howard est née à Athens, dans l'Alabama  d'une mère blanche et d'un père afro-américain, . Elle a commencé à apprendre le piano avec sa grande sœur Jaime, décédée en 1998 d'une tumeur de la rétine (rétinoblastome). Howard a eu la même pathologie mais a survécu avec une cécité partielle d'un œil. 
Elle a commencé son apprentissage de la guitare à l'âge de 13 ans. C'est au lycée qu'elle a rencontré le futur bassiste d'Alabama Shakes, Zac Cockrell. Elle a travaillé pour le service postal des États-Unis avant de devenir musicienne à temps plein au sein d'Alabama Shakes.

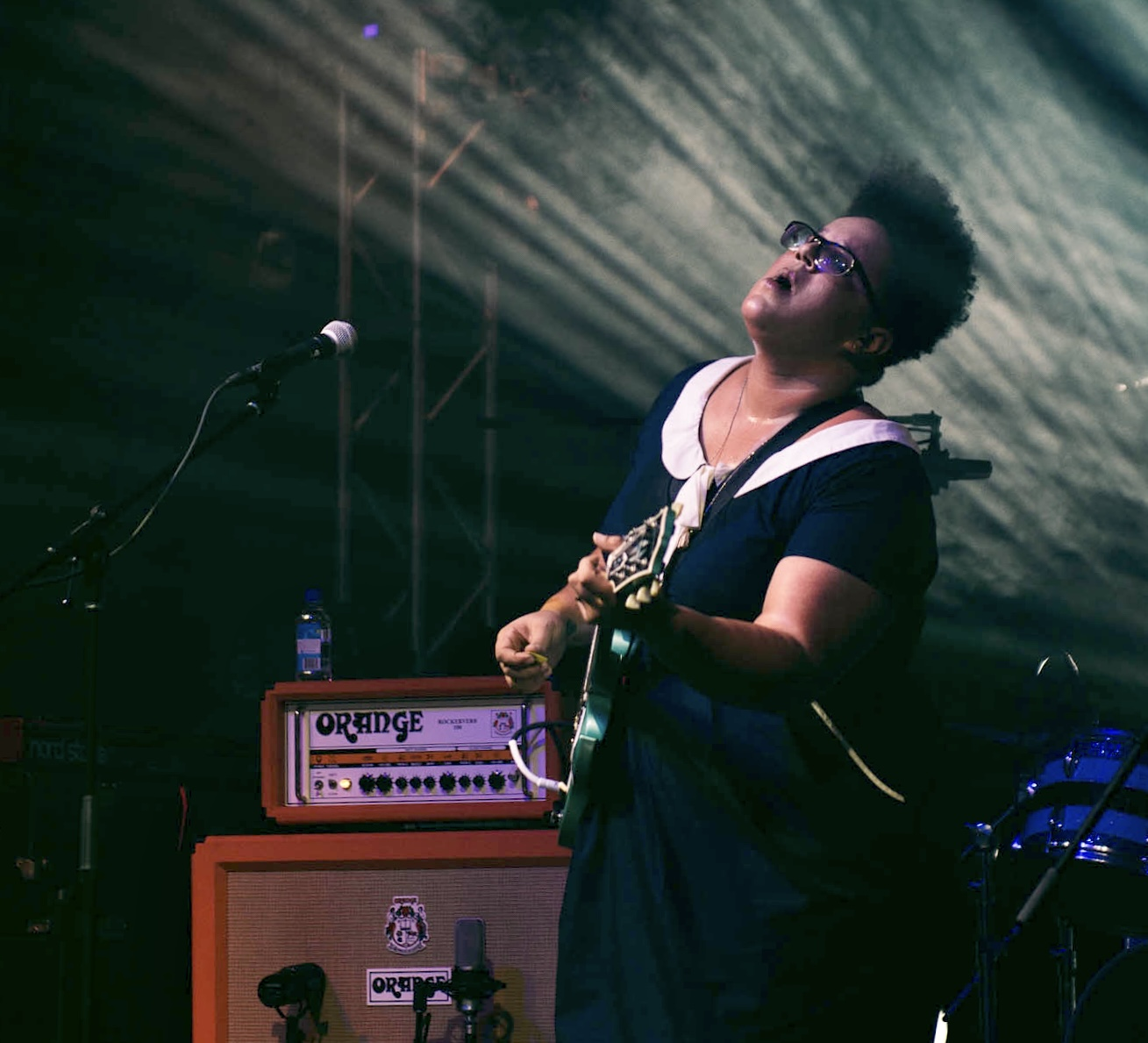
Howard jouant avec Alabama Shakes en 2014

Le groupe qui a construit la notoriété d'Howard, Alabama Shakes, s'est formé autour d'elle, de Zac Cockrell à la basse et de Steve Johnson à la batterie. Le groupe d'alors était seulement The Shakes. Le guitariste Heath Fogg a ensuite complété la formation.
Le groupe a commencé, en 2009, en jouant dans des bars de l'Alabama avant d'enregistrer leur premier album Boys & Girls en 2011. En 2012, ils ont signé un contrat avec ATO Records qui a sorti leur album la même année ,.

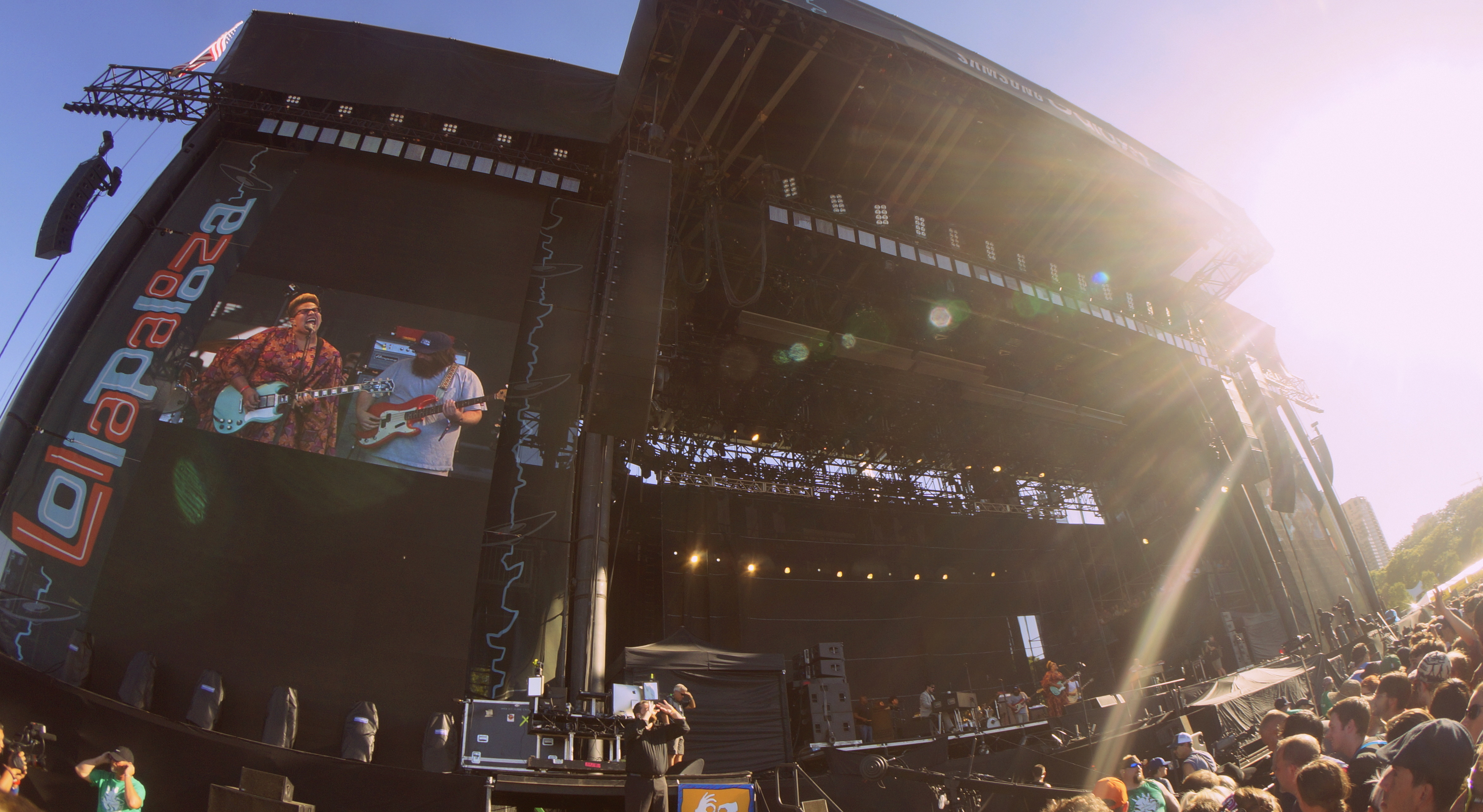
Brittany Howard et Paul McCartney à Lollapalooza 2015

En juin 2019, Howard a annoncé le projet d'un album solo qui est finalement sorti le 20 septembre 2019 et qui a été accompagné d'une tournée en Amérique du Nord et en Europe. L'album s'intitule Jaime, du nom de sa sœur décédée.
En mars 2021, elle remporte le Grammy dans la catégorie meilleure chanson rock pour son single Stay High à l'occasion de la 63ème édition des Grammy Awards.

## Influences
Howard a nommé différents artistes comme sources d'inspiration : Led Zeppelin, Prince, Jimi Hendrix, The Surprems, Rosetta Tharpe, Curtis Mayfield, David Bowie, Mavis Staples, Tom Waits, Björk, Gil Scott-Heron, Freddie Mercury et Tina Turner.

## Vie privée
Howard a fait son coming out lesbien à l'âge de 25 ans. En 2018, elle s'est mariée avec la musicienne Jesse Lafser avec qui elle a joué au sein du groupe Bermuda Triangle Band,. 

## Filmographie
- 2024 : Thelma la licorne (Thelma the Unicorn) de Jared Hess et Lynn Wang : Thelma (voix)